# Ventura González Romero
Ventura González Romero (Soto en Cameros, 15 de juliol de 1796 - Valladolid, 31 de gener de 1870) va ser un polític espanyol, ministre durant el regnat d'Isabel II d'Espanya.

## Biografia
Liberal, va ser diputat per Segòvia en 1839, 1843, 1844, 1846, 1850, 1851 i 1853. Fou nomenat ministre de Gracia i Justícia entre gener de 1851 i desembre de 1852, en el gabinet dirigit per Juan Bravo Murillo. Sota el seu mandat es va signar el Concordat de 1851 amb la Santa Seu. Com a reconeixement als seus serveis fou designat senador vitalici en 1863.